# Łupawa (województwo pomorskie)
Łupawa (kaszb. Łëpawa, niem. Lupow) – wieś w Polsce położona w województwie pomorskim, w powiecie słupskim, w gminie Potęgowo przy drodze wojewódzkiej nr 211.
W latach 1945–54 i 1973-1976 miejscowość była siedzibą gminy Łupawa. W latach 1954–1972 wieś należała i była siedzibą władz gromady Łupawa. W latach 1975–1998 miejscowość położona była w województwie słupskim.

## Położenie
Wieś leży wśród rozległych lasów nad rzeką Łupawa na obszarze o bogatej rzeźbie terenu, zbudowana jest na planie wielodrożnicy.
We wsi uchodzi lewobrzeżnie do Łupawy strumień Roztok o długości około 3 km, płynący z okolic osady Malczkowo.

## Nazwa
Nazwa miejscowości, wzmiankowana po raz pierwszy w 1310 w formie Lupava, ma pochodzenie słowiańskie i charakter topograficzny. Została przeniesiona z nazwy rzeki Łupawa, która z kolei powstała przez dodanie do podstawy słowotwórczej *łup- (por. kasz. łupic „rwać, drzeć”, pol. łupać) formantu -awa. Niemiecka nazwa Lupow jest adaptacją fonetyczną pierwotnej nazwy słowiańskiej.
Rada Języka Kaszubskiego proponuje kaszubską formę nazwy Łëpawa.

## Historia

### Starożytność
Liczne odkrycia archeologiczne, cmentarzyska megalityczne (megality) ludności grupy łupawskiej kultury pucharów lejkowatych datowane na lata 5000-4900 i 2800-2500 p.n.e. oraz groby ludności kultury łużyckiej, kultury ceramiki sznurowej, cmentarzysko kurhanowe położone około 2 km na południowy wschód od wsi Łupawa, datowane na lata 1700-1600 p.n.e. ze znaleziskami z wczesnej epoki brązu – największy zachowany obecnie w Polsce kompleks cmentarzysk megalitycznych. Cechą charakterystyczną łupawskiego skupiska grobowców jest ich kształt, przypominający zbliżony do prostokąta, silnie wydłużony trapez.
- Lud kultury pucharów lejkowatych był najstarszym na Pomorzu Środkowym ludem rolniczym (chów świń, zbieractwo runa leśnego oraz uprawa pszenicy).
- Megality – w średniowieczu nazywano tumuli paganorum – grobowce pogan lub tumuli gigantis – grobowce gigantów, zamieszkujący Pomorze Niemcy nazywali je Hünenbetten – łoża olbrzymów, w Polsce, na Kujawach, mówiono na nie niekiedy żale, lub żalki.

### Średniowiecze
Pierwsze wzmianki o wsi pochodzą z 1282 roku, znajdowała się ona wówczas w posiadaniu klasztoru w Kołbaczu. Około 1300 roku wieś przeszła na własność rodu Święców, a po ich wymarciu kolejno do rodów: Tesscn, Puttkamer. Później Ewald von Puttkamer z Łosina sprzedał posiadłość Zitzewitzom. W 1310 roku we wsi znajdował się już kościół.

### Nowożytność
W XVII wieku wieś zaczęła dynamicznie się rozwijać, szczególnie z początkiem panowania Fryderyka III. Rejestr podatkowy z 1628 roku wykazuje, że dziedzicem był Hector zu Kantze, który posiadał na 260 hektarów - 6 zagrodników, 1 młyn, 1 karczmę, 1 pasterza i 1 parobka. Do 1683 roku majątek był własnością rodu Zitzewitz, posiadającego w Łupawie XVI-wieczny zamek zwany Canitz, zniszczony w czasie wojny trzydziestoletniej przez wojska szwedzkie. W 1683 roku dobra nabył Generalny Komisarz Wojenny Joachim Ernest von Grumbkow, który na ruinach starego zamku wzniósł pałac. Po śmierci poprzedniego właściciela w 1690 roku wieś odziedziczył najmłodszy z jego czterech synów - Filip Otto. W 1752 roku Filip umiera, a ostatnim właścicielem majątku z rodu Grumbkow zostaje jego jedyny syn - Filip Wilhelm. Ostatnie kaszubskie kazanie wygłoszono w 1778 roku. Główną spadkobierczynią wsi była wtedy córka Filipa, zamężna z Podewilsem. Po śmierci tego ostatniego, dziedziczka zawarła drugi związek małżeński. Jej drugim mężem został generał leutnant Fryderyk Otto von Bonin i od tej pory wieś należała do jego rodu.

### Współczesność

#### Przed drugą wojną światową
Od 1900 roku do 1920 roku majątek był w posiadaniu Puttkamerów. W 1920 roku dobra z powrotem wrócily do rodu Bonin. W 1941 roku we wsi znajdował się obóz pracy przymusowej dla Polaków. Ostatnim niemieckim właścicielem majątku był Ernest von Bonin. 9 marca 1945 roku oddziały radzieckie zdobyły most na rzece Łupawie i tego samego dnia wkroczyły do wsi, tym samym zdobywając ją.

#### Po drugiej wojnie światowej
Po 1945 roku powstały zakłady przemysłu ziemniaczanego, kombinat rolniczy, wybudowano szkołę i ośrodek zdrowia. W 1946 roku gospodarstwo i pałac przejęło Państwowe Gospodarstwo Rolne.

## Gospodarka
Na 58,8 kilometrze od ujścia Łupawy w 1925 r. wybudowano jaz dla potrzeb młyna wodnego, siłownię młyna w 1982 roku wyposażono w turbinę Francisa i zaadaptowano na elektrownię wodną o mocy 50 kW. Jest to najwyżej położona elektrownia na Łupawie.

## Zabytki
- Kościół murowano-szachulcowy z 1772 z barokową amboną i drewnianą chrzcielnicą z 1865 roku, przebudowany w 1873, lekko wciągnięta w elewację masywna wieża, w górnej części szalowana i podwyższona nadstawką z hełmem namiotowym. W wieży i elewacji południowej późnobarokowe portale. W wyposażeniu barokowa ambona i renesansowa ława. Przed świątynią pionowo ustawiony głaz narzutowy[11]. Obok na cmentarzu klasycystyczny pomnik z 1802.
- Pałac w Łupawie, barokowy, murowany z drugiej połowy XVIII w., przebudowany na przełomie XIX i XX wieku. Wewnątrz zespół barokowo-rokokowych kominków, w otoczeniu park krajobrazowy[12]. Wybudowany  przez Joachima von Grumbkowa w miejscu zamku Canitz.  Własność Puttkamerów do 1945[13].
- Głaz narzutowy o obwodzie 6,4 m i wysokości 3,5 m.